# 바잠
바잠(영어: Barzam, 일본어: バーザム)은 《건담 시리즈》에 등장하는 모빌 슈트(MS)로 분류되는 가공의 유인 조종식 인간형 로봇 병기이다. 1985년에 방영된 TV 애니메이션 《기동전사 Z 건담》에서 처음으로 등장했다.
작품 내에서 군사 세력 중 하나인 지구연방군과 그 특수부대인 티탄즈의 양산기이다. 작품 내에서는 눈에 띄는 활약을 하지 않지만, 다수의 후발 작품이나 자료에서 다수의 설정이 부여되었다.
디자인의 피니시는 오카모토 히데오가 담당하였다.

## 같이 보기
- 기동전사 Z 건담